# Balen

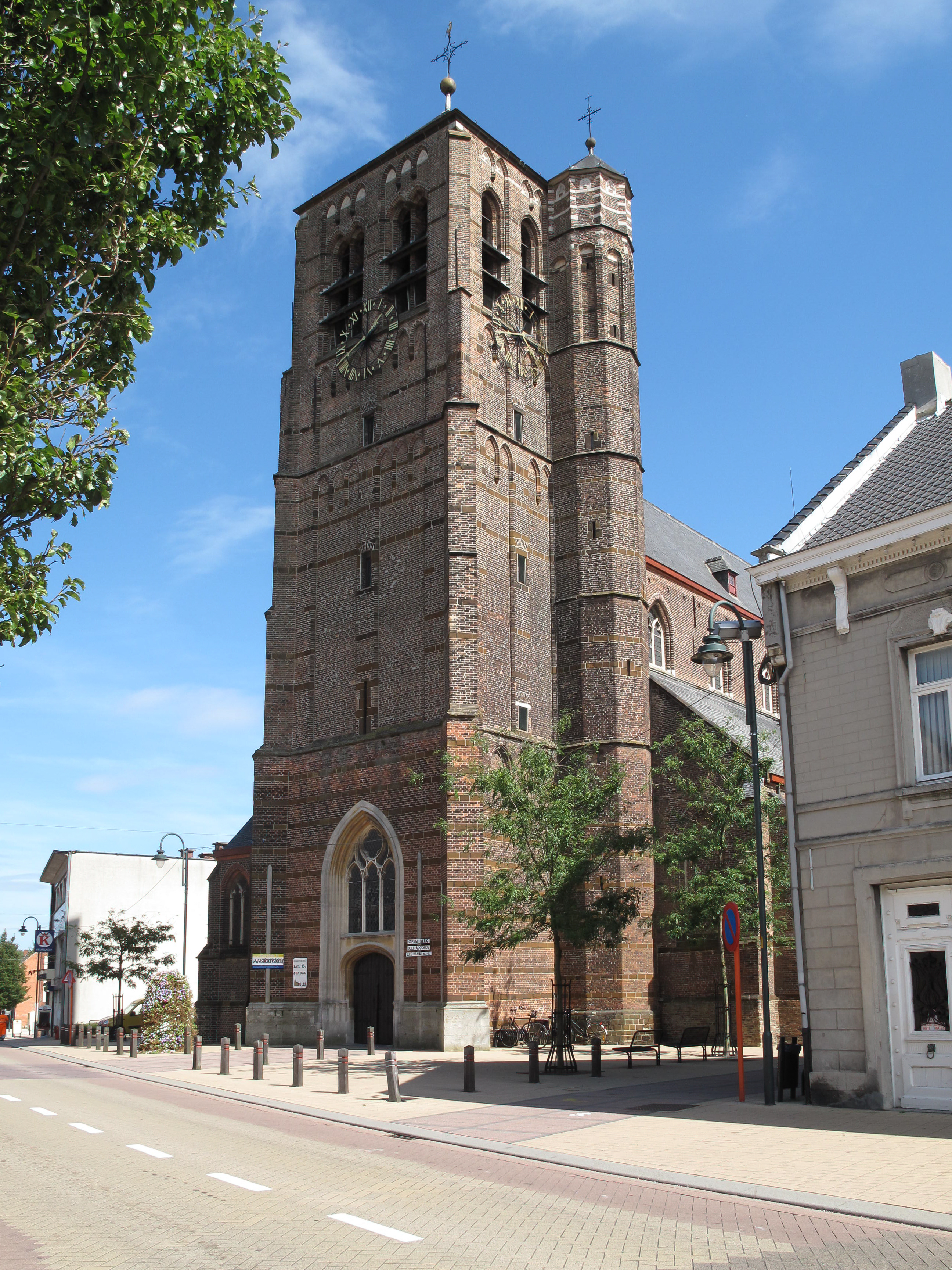
Balen, Kirche

Balen ist eine belgische Gemeinde in die Kempen der Region Flandern mit 23.523 Einwohnern (Stand 1. Januar 2024). Sie besteht aus dem Hauptort und dem kleineren Ortsteil Olmen.
Turnhout liegt 22 Kilometer nordwestlich, Antwerpen 52 Kilometer westlich und Brüssel etwa 65 Kilometer südwestlich.
Die nächsten Autobahnabfahrten befinden sich bei Geel an der A13/E 313 und bei Retie und Turnhout an der A21/E 34.
Balen hat einen Regionalbahnhof an der Bahnlinie Antwerpen-Herentals-Mol-Balen-Hasselt.
Der Flughafen Antwerpen sowie der Flughafen bei der niederländischen Stadt Eindhoven sind die nächsten Regionalflughäfen und der Flughafen Brüssel National nahe der Hauptstadt Brüssel ist ein Flughafen von internationaler Bedeutung.

## Persönlichkeiten
- Victor Neels (1925–2025), belgischer Offizier und Namensgeber der Victor-Neels-Brücke
- Theo Mertens (* 1941), Radrennfahrer
- Robert Wielockx (1942–2024), Theologe
- Frédérique Ries (* 1959), Journalistin und Politikerin, Mitglied des Europäischen Parlaments
- Jarne Van de Paar (* 2000), Radrennfahrer
- Jef Geys (1934–2018), Künstler, lebte als Lehrer in Balen